# أكسيتوسين
الأُكسيتوسين الأوكسيتوسين (بالإنجليزية: Oxytocin)‏ وهي كلمة مشتقة من (الإغريقية ὀξύς، وتكتب بالأحرف اللاتينية: oxys) وتعني الولادة السريعة أو الهرمون البيبتيدي. يفرز هذا الهرمون جزئيًًا من العصبونات جانب البطين أو النواة الوطائية المجاورة للبطين في منطقة الوطاء أو تحت المهاد. وينقل من الوطاء إلى الجزء الخلفي من الغدة النخامية عن طريق العصبونات، يخزن هذا الهرمون في الفص الخلفي للغدة النخامية ويستخدم عند حاجة الجسم اليه.
لهذا الهرمون أهمية خاصة في عملية الولادة ،و لا تكمن أهمية هذا الهرمون فقط في دوره الكبير في علاقة الأم بطفلها والعلاقة الحميمة بين الرجل والمرأة، لا بل ويتعداه إلى وظائف أخرى.

## آلية عمل الأكسيتوسين
يعمل الأكسيتوسين على خفض الطاقة في غشاء الليف العضلي الرحمي، ويزيد في حدة وعدد التنبيهات ويحرك شوارد الكالسيوم.
حقن الوريد بـ 2 ميللي من الأكسيتوسين يحدث تأثير على حيوية الرحم، وقد لا يبدأ تقلص الرحم إلا بعد عدة دقائق من توقف الحقن، كما أن حقن الوريد بسرعة بـ 500 أو ألف ميللي مرة واحدة من الأكسيتوسين للامرأة حين المخاض قد يفشل في احداث حتى تقلص واحد ولكنه دون أي شك يزيد حساسية الليف العضلي الرحمي ويؤهبه لسرعة تأثيره من دفعات تالية من الأكسيتوسين. أما مدة التأثير فقد يستمر تقلص الرحم لفترة مطولة ساعة أو أكثر بعد توقف الحقن الوريدي. وبعد ذلك ينخفض تدريجياً ليزول. الأكسيتوسين قد يقوم برفع فعالية موجودات الليف العضلي الرحمي للطاقة بدون أن يحدث زوال استقطاب الغلاف الخلوي. وهذه الملاحظة لها أهميتها الكبرى في تحديد آلية تأثير الأكسيتوسين. ويجب أن لا ننسى ما لوحظ بتأكيد أن الأكسيتوسين يسهل انتقال السيالة من ليف عضلي رحمي إلى ليف عضلي آخر.

## البناء الكيميائي
المكونات الرئيسة لهذا الهرمون هي الاحماض الامينية.
هذا الهرمون اكتشف لأول مرة في عام 1953 من العالم فنسانت دو فينيو ونال لهذا الاكتشاف جائزة نوبل للكيمياء في عام 1955.

## التأثيرات الفيزيولوجية
يعمل الأكسيتوسين على تقلص عضلات جدار الرحم وحدوث الطلق مما يؤدي إلى سرعة عملية الولادة، يستعمل هذا الهرمون في الطب على شكل عقار محرّض للولادة.
كما أنه يقوم بتنشيط الخلايا التي تفرز الحليب عند المرأة.

## التأثير السلوكي

### عند الحيوانات
يعتقد بأن لهذا الهرمون دور كبير في تقوية الرابطة بين زوج من الحيوانات.
و كما أن بعض الأبحاث على الفئران قد أظهرت أن هرمون الأكسيتوسين مهم للتعرف على الوسط الاجتماعي لها، حيث يتذكر فأر فأرا آخر له وجه مألوف. وبعكس الإنسان الذي يوظف إشارات حاسة البصر، فإن الفئران توظف حاسة الشم للتعرف على الفئران الأخرى والفرز فيما بينها.
وقال بيتر كلافير الباحث في الجامعة، الذي أشرف على الدراسة، إن «التعرف على الوجوه المألوفة هو أحد الجوانب الحاسمة للتعامل الاجتماعي الناجح للإنسان». واختبر الباحثون مجموعتين من المتطوعين، زودت إحداهما ببخاخ يحتوي على جرعة من الهرمون، والأخرى على جرعة وهمية.
وعرضت أمامهم صورا لأشخاص، ولمشاهد جامدة مثل المساكن والتماثيل والمشاهد الطبيعية. وتعرفت مجموعة جرعة الهرمون على وجوه الأشخاص لدى عرض صورهم مجددا، أكثر من مجموعة الجرعة الوهمية.

### عند البشر
إن إفراز هذا الهرمون أثناء الرضاعة لا يزيد من تدفق حليب الأم ولكن يؤثر تأثيرًا قويًا على الحالة النفسية للأم بحيث انه يولد „ شعور جميل، لدى الأم وفي بعض الأحيان شعور قوي بالرغبة في الإرضاع “ ومن هذا فإن لهذا الهرمون أثار جيدة في علاقة الأم بطفلها.

#### في مجال البحوث العصبية والكيميائية
فإن هذا الهرمون يفرز في حالات الحب، الثقة، الهدوء. كما أنه ظهر من خلال التجارب بأن ارتفاع نسبة هذا الهرمون في الدم لدى بعض الناس يزيد من قدرتهم على الثقة بالأخرين. كما أنه يزيد من فرص الحوار والتفاهم بين الزوجين على مواضيع لطالما كانت شائكة ومسببة للجدال بينهما.
و يدرس هذا الهرمون باهتمام من الناحية النفسية ومدى تأثيره على الاضطرابات النفسية.

#### من الناحية الجنسية
لوحظ بأن التأثير الشرطي لهذا الهرمون هو تأثير واضح عند الحيوانات، كذلك هو الحال عند البشر فهو يعمل على زيادة مستوى الرغبة الجنسية على حد سواء عند كل من الرجل والمرأة. كذلك فان الكمية التي تفرز في الدم من هذا الهرمون أثناء الاتصال الجنسي تعمل بعد الوصول إلى النشوة الجنسية أو هزة الجماع على دخول الجسم في حالة من الاسترخاء والنعاس. و في مجال البحوث المتعلقة بهذا الهرمون لا يزال دور هذا الهرمون كهرمون (حب، ثقة، عاطفة) قيد الدراسة.[بحاجة لمصدر]